# Dimitri Davidović
Dimitrije « Dimitri » Davidović est un  ancien footballeur serbe naturalisé belge devenu entraîneur, né le 21 mai 1944 à Aleksandrovac (Serbie).
Il a joué comme milieu de terrain au FK Partizan Belgrade, au NEC Nimègue et au K Lierse SK dans les années 1960 et 1970. 
Après avoir raccroché les crampons, il a entraîné de nombreux clubs, d'abord en Belgique, puis dans les pays du Golfe.